# Zemacies
Zemacies là một chi ốc biển, là động vật thân mềm chân bụng sống ở biển trong họ Turridae.

## Các loài
Các loài thuộc chi Zemacies bao gồm:
- Zemacies excelsa Sysoev & Bouchet, 2001[2]
- Zemacies queenslandica (Powell, 1969)[3]